# 3239 Meizhou
3239 Meizhou è un asteroide della fascia principale. Scoperto nel 1978, presenta un'orbita caratterizzata da un semiasse maggiore pari a 2,1843742 UA e da un'eccentricità di 0,2211409, inclinata di 3,01990° rispetto all'eclittica.